# U-Bahnhof Rüttenscheider Stern
Der U-Bahnhof Rüttenscheider Stern ist eine unterirdische Stadtbahnstation der Stadtbahn Essen im Essener Stadtteil Rüttenscheid. Sie ist eine Station der Südstrecke, die sowohl von der normalspurigen Stadtbahn Essen als auch der meterspurigen Straßenbahn Essen in Tunnellage befahren wird. Oberirdisch kreuzt eine weitere Linie der Straßenbahn Essen.

## Lage und Aufbau
Der U-Bahnhof befindet sich unter der Rüttenscheider Straße nahe dem Rüttenscheider Markt. Er verfügt über zwei Gleise mit Seitenbahnsteigen. Sie können über Treppen, Rolltreppen sowie barrierefrei mit einer Aufzugsanlage durch insgesamt vier Eingänge erreicht werden. Da die Gleise sowohl von normalspurigen Stadtbahn-Fahrzeugen als auch von meterspurigen Straßenbahnen befahren werden, handelt es sich bei den Gleisen um Dreischienengleise. Die Bahnsteige sind zu 1/3 abgesenkt, damit dort Niederflurstraßenbahnen halten können. Die Niederflurbahnsteige sind durch Rampen und Treppen mit den Hochbahnsteigen verbunden.
Am Rüttenscheider Stern ist die einzige Stelle im Essener Netz, wo eine oberirdische Straßenbahnstrecke die Tunnelstrecke kreuzt.

## Geschichte
Der U-Bahnhof wurde am 1. Juni 1986 im Zuge der Verlängerung der Südstrecke von Philharmonie/Saalbau nach Messe/Bredeney eröffnet. Zuvor verkehrten hier oberirdisch von Nord nach Süd die Straßenbahnlinien 101, 104, 107/127, 111 und 115, sowie von Ost nach West die Straßenbahnlinie 106. Die Linien 101 und die 107/127 verkehrten nach Bredeney, die 104 und 115 zum Stadtwaldplatz und Rellinghausen sowie die 111 zur Messe. In der Gegenrichtung verlaufen alle Linien direkt zum Hauptbahnhof. Die von Ost nach West fahrende Straßenbahnlinie 106 verkehrte schon damals tangential über die Moltkestraße zum Hauptbahnhof und nach Altenessen bzw. über Holsterhausen zur Helenenstraße. In den 1980er Jahren wurde die Nord-Süd-Verbindung unter die Erde gelegt und als Südstrecke entlang der B 224 zwischen Philharmonie/Saalbau und Messe/Bredeney für die Stadtbahnlinien U11, sowie die Straßenbahnlinie 101 und 107 gebaut, die sich am U-Bahnhof Martinstraße verzweigt und am 1. Juni 1986 in Betrieb genommen wurde. Dabei verkehrt die Stadtbahnlinie U11 zur Messe und die Straßenbahnen nach Bredeney. Mit der Tunnelinbetriebnahme wurde die U11 zur Messe verlängert und im Gegenzug die Straßenbahnlinie 111 eingestellt. Ebenso wurden die Linien Richtung Stadtwald/ Rellinghausen stillgelegt und auf Bus umgestellt. 
Die Ost-West-Verbindung wurde nicht unter die Erde gelegt. Sie wurde bis Mitte 2015 von der Straßenbahnlinie 106 bedient, die mit Fahrplanwechsel zur Straßenbahnlinie 101/106 wurde. Dabei wurden die 101 (Borbeck – Helenenstraße – Hauptbahnhof – Bredeney) und die 106 (Altenessen – Hauptbahnhof – Rüttenscheid – Helenenstraße) an den Ästen Borbeck–Hauptbahnhof und Hauptbahnhof–Rüttenscheid–Helenenstraße zusammengelegt. Aus den anderen beiden Ästen (Altenessen–Hauptbahnhof und Hauptbahnhof–Bredeney) wurde die neue Straßenbahnlinie 108, die den U-Bahnhof im Tunnel bedient.
Am 7. August 2023 wurden auf der Südstrecke erstmals Niederflurfahrzeuge eingesetzt. Um dies zu ermöglichen, wurden Monate vorher die Seitenbahnsteige jeweils auf einem Drittel der Länge abgesenkt. Im selben Zuge wurde auch im Bereich der Hochbahnsteige die Gleise um wenige Zentimeter abgeschottert, damit ein stufenloser Zugang in die Stadtbahnfahrzeuge möglich ist. Währenddessen wurde auch die Beleuchtung der Bahnsteige geändert.

## Bedienung
Der Stadtbahnhof wird heute von der Linie U11 der Stadtbahn Essen und der Straßenbahnlinie 108 bedient. In der Hauptverkehrszeit verkehren auch Verstärkerfahrten der Straßenbahnlinie 107 im U-Bahnhof. Alle Linien werden von der Ruhrbahn betrieben.
| Linie | Verlauf | Takt (Mo–Fr)         |
| ----- | --- | -------------------- |
| U 11  | GE-Horst, Buerer Straße – Schloss Horst – GE-Horst, Fischerstraße – E-Karnap, Alte Landstraße – Boyer Straße – E-Karnap, Arenbergstraße – E-Altenessen, Heßlerstraße – II. Schichtstraße – U Karlsplatz – U Altenessen Mitte – U Kaiser-Wilhelm-Park – U Altenessen Bf – U Bäuminghausstraße – U Bamlerstraße – U Universität Essen – U Berliner Platz – U Hirschlandplatz – U Essen Hbf – U Philharmonie – U Rüttenscheider Stern – U Martinstraße – U Messe Ost/Gruga – Essen, Messe West/Süd/Gruga | 10 min               |
| 107   | Kulturlinie 107: Abzw. Katernberg – Zollverein – Stoppenberg – U Viehofer Platz – U Rathaus Essen – U Essen Hbf – U Philharmonie – U Rüttenscheider Stern – Rüttenscheid U Martinstraße – U Florastraße – Bredeney | 10 min (nur zur HVZ) |
| 108   | Altenessen Bf – Höltestraße – Seumannstraße – Katzenbruchstraße – Am Freistein – U Viehofer Platz – U Rathaus Essen – U Essen Hbf – U Philharmonie – U Rüttenscheider Stern – Rüttenscheid U Martinstraße – U Florastraße – Alfredusbad – Kruppallee – Frankenstraße – Bredeney | 10 min               |

An der gleichnamigen oberirdischen Haltestelle besteht Anschluss zur Ost-West-verkehrenden Straßenbahnlinie 101/106 der Ruhrbahn. Darüber hinaus bedienen nachts, statt der unterirdischen Stadtbahn und der unterirdischen Straßenbahn, zwei Nachtbuslinien die Haltestelle.
| Linie   | Verlauf | Takt (Mo–Fr) |
| ------- | --- | ------------ |
| 101 106 | Borbeck Germaniaplatz – Bergeborbeck Leimgartsfeld – Bergeborbeck Bf – Helenenstraße – U Berliner Platz – U Rheinischer Platz – U Rathaus Essen – U Essen Hbf – Rüttenscheider Stern – Holsterhauser Platz – Hobeisenbrücke – Alfred-Krupp-Schule – Essen West – Helenenstraße Die Linie 101 verkehrt Borbeck → Helenenstraße → Hauptbahnhof → Rüttenscheid → Helenenstraße Die Linie 106 verkehrt Helenenstraße → Rüttenscheid → Hauptbahnhof → Helenenstraße → Borbeck | 10 min       |
| NE8     | Essen Hbf – Philharmonie – Rüttenscheider Stern – Rüttenscheid Martinstraße – Florastraße – Bredeney – Werden – Werdener Markt – Essen-Heidhausen – Velbert-Losenburg Klinikum Niederberg – Birth – Am Berg – Velbert ZOB | 60 min       |
| NE13    | Essen Hbf – Philharmonie – Rüttenscheider Stern – Rüttenscheid Martinstraße – Alfredbrücke – Messe Essen/Gruga – Messe West/Süd/Gruga – Sommerburgstr. – Schuir – Schwimmbad Kettwig – Gewerbegebiet Kettwig – (Kettwiger Markt →) Kettwig | 60 min       |

## Planungen
Seitens der Stadt Essen gab es diverse Überlegungen die Südstrecke mit einem einheitlichen System zu befahren. Aus Kostengründen sind diese Pläne auf Eis gelegt. Im Jahre 2020 erfolgte jedoch ein Umbau der unterirdischen Haltestelle für den Einsatz von Niederflurwagen.

## Weiterführende Informationen